# Ікеда Сьохеї
Сьохеї Ікеда (яп. 池田 昇平, нар. 27 квітня 1981, Сідзуока) — японський футболіст, що грав на позиції захисника.
Виступав, зокрема, за клуби «Сімідзу С-Палс» та «ДЖЕФ Юнайтед», а також молодіжну збірну Японії.

## Клубна кар'єра
У дорослому футболі дебютував 2000 року виступами за команду клубу «Сімідзу С-Палс», в якій провів сім сезонів, взявши участь у 64 матчах чемпіонату. Протягом цього періоду також на умовах оренди захищав кольори «Санфречче Хіросіма» та «Вегалта Сендай».
2007 року приєднався до «ДЖЕФ Юнайтед». Відіграв за команду з Тіби наступні чотири сезони своєї ігрової кар'єри.
Протягом 2011 року захищав кольори команди клубу «Ехіме».
Завершив професійну ігрову кар'єру у клубі «Ґіфу», за команду якого виступав протягом 2012 року.

## Виступи за збірну
Протягом 2000–2001 років залучався до складу молодіжної збірної Японії. У її складі був учасником молодіжного чемпіонату світу 2001 року.

## Титули і досягнення
- Володар Кубка володарів кубків Азії (1):

«Сімідзу С-Палс»: 1999-2000
- Володар Кубка Імператора Японії (1):

«Сімідзу С-Палс»: 2001
- Володар Суперкубка Японії (2):

«Сімідзу С-Палс»: 2001, 2002
Збірні
- Срібний призер Азійських ігор: 2002